# Marek Ztracený
Marek Ztracený, rodným jménem Miroslav Slodičák (* 26. února 1985 Železná Ruda) je český zpěvák a skladatel pocházející ze Šumavy, ze Železné Rudy na Klatovsku. Je držitelem řady hudebních ocenění, např. v roce 2008 získal Českého slavíka v kategorii Objev roku a v letech 2021 až 2024 v kategorii Zpěvák roku. Vydal sedm studiových alb a dvě DVD. V červnu 2023 oznámil koncertní pauzu, po které se vrátil zpět na pódia v roce 2025 s turné (je) ZPÁTKY tour.

## Život
Marek Ztracený se narodil 26. února 1985 v Železné Rudě slovenskému otci a české matce. Vystudoval konzervatoř Jaroslava Ježka v Praze.[zdroj?] Má syna jménem Marek Ztracený. V roce 2015 vydal desku Pády, která obdržela pozitivní recenze, včetně té na webu iReport, kde získala tři a půl hvězdičky z pěti. V letech 2021 a 2022 konal letní sérii koncertů Tour de Léto. Několikrát uspořádal ve spolupráci s WeLoveŠumava "koncert za čistou Šumavu". Podmínkou pro vstup na koncert bylo, že každý z účastníků musel uklidit nějaké místo na Šumavě. Svůj počin zdokumentoval a tím získal vstupenku na koncert. Ten se odehrál na hřebenech Šumavy v komorní akustické atmosféře. [zdroj?]
Spolupracoval s Karlem Gottem a Hanou Zagorovou. Se Zagorovou si navzájem hostovali na svých koncertech, Marek pro Hanu skládal písničky, nejznámější z nich např. z r. 2018 Já nemám strach, která skončila na druhém místě  v žebříčku hitů roku 2018. Na Vánoce r. 2021 natočili společný vánoční duet Vánoce jako dřív, byla to poslední nahrávka Hany Zagorové.
Na začátku roku 2020 uspořádal koncert v O2 aréně, během kterého požádal svou partnerku Marcelu Skřivánkovou, s níž má syna Marka, o ruku. Svatba proběhla na Šumavě v roce 2023.

## Diskografie
- 2008 – Ztrácíš
- 2010 – Pohledy do duše
- 2013 – V opilosti
- 2015 – Pády
- 2018 – Vlastní svět
- 2018 – 10 let od Ztrácíš – Fórum Karlín (DVD)
- 2020 – Planeta jménem stres
- 2021 – Marek Ztracený v O2 aréně 2020 (DVD)
- 2023 – Originál

## Ocenění a nominace
Český slavík
| Rok  | Nominovaná práce                    | Kategorie                                    | Výsledek  |
| ---- | ----------------------------------- | -------------------------------------------- | --------- |
| 2008 | Marek Ztracený                      | Objev roku                                   | vítězství |
| 2021 | Marek Ztracený                      | Absolutní slavík                             | vítězství |
| 2021 | Marek Ztracený – „Moje milá“        | Nejoblíbenější píseň posluchačů Rádia Impuls | vítězství |
| 2021 | Marek Ztracený                      | Zpěvák roku                                  | vítězství |
| 2022 | Marek Ztracený                      | Zpěvák roku                                  | vítězství |
| 2022 | Marek Ztracený – „Originál“         | Nejoblíbenější píseň posluchačů Rádia Impuls | vítězství |
| 2023 | Marek Ztracený                      | Zpěvák roku                                  | vítězství |
| 2023 | Marek Ztracený – „Stále věřím“      | Nejoblíbenější píseň posluchačů Rádia Impuls | nominace  |
| 2024 | Marek Ztracený                      | Zpěvák roku                                  | vítězství |
| 2024 | Marek Ztracený – „Ta bílá ti sluší“ | Nejoblíbenější píseň posluchačů Rádia Impuls | vítězství |

Výroční ceny OSA
| Rok  | Nominovaná práce             | Kategorie                               | Výsledek  |
| ---- | ---------------------------- | --------------------------------------- | --------- |
| 2021 | Marek Ztracený               | Nejúspěšnější skladatel populární hudby | vítězství |
| 2021 | Marek Ztracený               | Nejúspěšnější textař                    | vítězství |
| 2022 | Marek Ztracený               | Nejúspěšnější skladatel populární hudby | vítězství |
| 2022 | Marek Ztracený               | Nejúspěšnější textař                    | vítězství |
| 2023 | Marek Ztracený               | Nejúspěšnější skladatel populární hudby | vítězství |
| 2023 | Marek Ztracený               | Nejúspěšnější textař                    | vítězství |
| 2023 | Marek Ztracený – „Moje milá“ | Populární skladba roku                  | vítězství |

Ceny Anděl
| Rok  | Nominovaná práce          | Kategorie        | Výsledek |
| ---- | ------------------------- | ---------------- | -------- |
| 2023 | Marek Ztracený – Originál | Sólový interpret | nominace |

Žebřík
| Rok  | Nominovaná práce                    | Kategorie | Výsledek  |
| ---- | ----------------------------------- | --------- | --------- |
| 2008 | Marek Ztracený – „Ztrácíš“          | Skladba   | 3. místo  |
| 2018 | Marek Ztracený                      | Zpěvák    | vítězství |
| 2020 | Marek Ztracený v O2 aréně           | Akce      | vítězství |
| 2020 | Marek Ztracený                      | Zpěvák    | vítězství |
| 2021 | Marek Ztracený                      | Zpěvák    | vítězství |
| 2021 | Marek Ztracený – „Moje milá“        | Skladba   | 2. místo  |
| 2022 | Marek Ztracený                      | Zpěvák    | vítězství |
| 2023 | Marek Ztracený – „Stále věřím“      | Skladba   | 2. místo  |
| 2023 | Marek Ztracený                      | Zpěvák    | vítězství |
| 2023 | Marek Ztracený v Edenu              | Akce      | vítězství |
| 2024 | Marek Ztracený – „Ta bílá ti sluší“ | Videoklip | 3. místo  |
| 2024 | Marek Ztracený                      | Zpěvák    | 2. místo  |